# Шатноа (Вогези)
Шатноа (фр. Châtenois) је насељено место у Француској у региону Лорена, у департману Вогези.
По подацима из 2011. године у општини је живело 1764 становника, а густина насељености је износила 100,4 становника/km².

## Демографија
| 1962. | 1968. | 1975. | 1982. | 1990. | 2011. |
| ----- | ----- | ----- | ----- | ----- | ----- |
| 1.014 | 1.591 | 2.110 | 2.237 | 2.065 | 1.764 |